# زین‌الدین مظفر بن روز بهان
زین‌الدین مظفر بن روز بهان از عرفای سده ششم هجری بود. زین‌الدین از نوادگان عمر بن خطاب خلیفهٔ دوم بود. محل زادنش در فارس اما اصلش از قریشی است. بسیار به مسافرت علاقه داشت و بدین مناسبت او را سیاح آفاق گفته‌اند. به حجاز، شام، عراق، و هند سفر کرد و از شیخ ابوموسی مدینی و ابومبارک آدمی روایت حدیث می‌کرد. پدرش سلطان العارفین لقب داشت. زین‌الدین جد پنجم، معین‌الدین ابوالقاسم جنید شیرازی شاعر و نویسندهٔ کتاب شدالازار است و از این خاندان نخستین کسی است که در شیراز سکونت یافت. پس از خاتمه مسافرت‌ها چون به شیراز آمد در جامع عتیق مجالس پنددهی برپای داشت. فقیه ارشدالدین نیریزی دست پرودهٔ اوست. او پس از عمری طولانی در سال ۶۰۳ هجری قمری در شیراز درگذشت و در آرامگاه باغ نو پشت گور منذر بن القیس به خاک سپرده شد. در حال حاضر نشانی از این گورستان کهن در دسترس نیست.